# Альшейх, Рони
Рони Альшейх (ивр. רוני אלשיך‎; 20 марта 1963, Иерусалим, Израиль) — генеральный инспектор полиции Израиля с 3 декабря 2015 года по 3 декабря 2018 года, бывший заместитель руководителя  Общей службы безопасности Израиля.

## Биография
Рони Альшейх родился в Израиле и в 1981 году призвался в ЦАХАЛ. Служил в десантной бригаде. Помимо прочего занимал должность командира роты сапёров, а также заместителя командира 50-го батальона.
После демобилизации в 1987 году поступил на службу в Шабак, где прослужил 28 лет и занимал ряд должностей, в том числе главы округа Иудеи, Самарии и Иерусалима, а также Южного округа. В сентябре 2014 года Альшейх был назначен на должность заместителя главы Шабака, а также исполняющего его обязанности.
Альшейх религиозен, соблюдает еврейские традиции, свободно владеет арабским языком. До недавнего времени он жил в одном из еврейских поселений округа Биньямин, однако после назначения на пост замглавы Шабака был вынужден переехать в центр страны из соображений безопасности.
Имеет вторую академическую степень по политологии, которую окончил с отличием. В Шабаке говорят, что у него «самый сильный мозг во всей организации». За острый ум и хитрость он получил прозвище Лис. В школе он учился так хорошо, что после третьего класса сразу пошёл в шестой.
В последние годы Лис часто присутствовал на заседаниях правительства и узкого кабинета министров по делам безопасности, где утверждались военные и разведывательные акции. Поэтому он хорошо известен министрам и депутатам — членам парламентской комиссии по иностранным делам и обороне.
3 декабря 2015 был назначен на должность генерального инспектора полиции Израиля. В 2018 году инициировал ряд коррупционных дел, одним из фигурантов которых выступил нынешний руководитель страны Беньямин Нетаньяху. Снят с должности в 2018 году. 
В июне 2023 года Альшейх высказался в интервью по поводу уголовного дела Нетаньяху: «Невозможно было предположить, что премьер-министр не уйдет в отставку, что партия ему не скажет: для блага страны он должен уйти в отставку и к власти придет кто-то другой». После этого сторонники Нетаньяху обвинили Альшейха в намерении государственного переворота. 
Рони Альшейх женат, имеет 7 детей и 7 внуков.